# Coppa Agostoni
La Coppa Agostoni è una corsa in linea maschile di ciclismo su strada che si svolge in Brianza, in Italia. Fa parte del calendario dell'UCI Europe Tour, classe 1.1. Rientra nelle cosiddette "Classiche d'Autunno" e unitamente alla Tre Valli Varesine e alla Coppa Bernocchi, costituisce il Trittico Lombardo. È dedicata ad Ugo Agostoni, corridore lissonese vincitore della Milano-Sanremo 1914.

## Storia
La prima edizione della Coppa Agostoni si disputò nel 1946, quando un gruppo di appassionati decise di fondare a Lissone una società ciclistica in grado di diffondere lo sport delle due ruote in città. Nacque così lo Sport Club Lissone (successivamente Sport Club Mobili Lissone) che da allora organizza la gara. Fa parte del calendario professionistico dal 1963 e nel tempo ha acquistato grande importanza. Nel 1987 è stata prova unica per l'assegnazione del titolo italiano professionisti: il 28 giugno a Lissone indossò la maglia tricolore Bruno Leali, dopo aver percorso 274 km con dieci passaggi in vetta al Lissolo.
Dal 1996 ha preso il sottotitolo di Giro delle Brianze.
Nel 2020 Tre Valli Varesine, Coppa Agostoni e Coppa Bernocchi vennero annullate a causa della pandemia di COVID-19 e, vista l'impossibilità di recuperare le tre corse per via del calendario saturo nella seconda parte della stagione, si decise di correre un'unica prova, denominata Gran Trittico Lombardo, la quale percorse i luoghi più significativi delle tre manifestazioni.
La direzione generale della manifestazione è affidata ad Alessandro Rolandi, presidente dello Sport Club Mobili Lissone e dal vice Luca Petrillo.

## Percorso
La gara tocca il territorio della provincia di Monza e Brianza e quello della provincia di Lecco, entro il quale si sviluppa per alcuni giri il tradizionale circuito del Lissolo che attraversa i comuni di Barzanò, Sirtori, La Valletta Brianza, Colle Brianza. Per raggiungere il circuito si transita da Albiate, Carate Brianza, Briosco e Renate. Per ritornare in Lissone per l'arrivo si passa da Missaglia, Lomagna, Lesmo e Albiate.
Nell'anno 2009, la Coppa Agostoni partì eccezionalmente dalla Villa Reale di Monza e non da Lissone; questo per fare un omaggio alla neonata provincia di Monza e Brianza. Lo stesso è avvenuto nel 2015 perché la Villa è stata la sede istituzionale di Expo 2015.

## Albo d'oro
Aggiornato all'edizione 2024.
| Anno | Vincitore                                                                           | Secondo                                                                             | Terzo                                                                               |
| ---- | ----------------------------------------------------------------------------------- | ----------------------------------------------------------------------------------- | ----------------------------------------------------------------------------------- |
| 1946 | Luigi Casola                                                                        | Antonio Covolo                                                                      | Salvatore Crippa                                                                    |
| 1947 | Franco Fanti                                                                        | Donato Zampini                                                                      | Turchemeis Zanettini                                                                |
| 1948 | Luigi Malabrocca                                                                    | Aldo Tosi                                                                           | Alberto Roggi                                                                       |
| 1949 | Antonio Ausenda                                                                     | Nello Sforacchi                                                                     | Giorgio Albani                                                                      |
| 1950 | Giorgio Albani                                                                      | Umberto Drei                                                                        | Fiorenzo Crippa                                                                     |
| 1951 | Renzo Accordi                                                                       | Spirito Godio                                                                       | Ampelio Rossi                                                                       |
| 1952 | Ezio Bicocca                                                                        | Agostino Coletto                                                                    | Pietro Giudici                                                                      |
| 1953 | Andrea Barro                                                                        | Pierino Baffi                                                                       | Tranquillo Scudellaro                                                               |
| 1954 | Aldo Moser                                                                          | Giuseppe Calvi                                                                      | Annibale Brasola                                                                    |
| 1955 | Lino Pizzoferrato                                                                   | Pierino Baffi                                                                       | Giuliano Michelon                                                                   |
| 1956 | Silvano Tessari                                                                     | Luciano Mai                                                                         | Ezio Pizzoglio                                                                      |
| 1957 | Carlo Zorzoli                                                                       | Gabriele Scappini                                                                   | Aurelio Cestari                                                                     |
| 1958 | Giacobbe Boggian                                                                    | Dino Liviero                                                                        | Vittorio Poiano                                                                     |
| 1959 | Michele Gismondi                                                                    | Rino Benedetti                                                                      | Giuliano Natucci                                                                    |
| 1960 | Pietro Chiodini                                                                     | Amico Ippoliti                                                                      | Cleto Maule                                                                         |
| 1961 | Giovanni Bettinelli                                                                 | Giuseppe Fallarini                                                                  | Ercole Baldini                                                                      |
| 1962 | non disputata                                                                       | non disputata                                                                       | non disputata                                                                       |
| 1963 | Jaume Alomar                                                                        | Vito Taccone                                                                        | Graziano Battistini                                                                 |
| 1964 | Italo Zilioli                                                                       | Bruno Mealli                                                                        | Adriano Passuello                                                                   |
| 1965 | Tommaso De Prà                                                                      | Roger Pingeon                                                                       | Giuseppe Fezzardi                                                                   |
| 1966 | Felice Gimondi                                                                      | Eddy Merckx                                                                         | Franco Bitossi                                                                      |
| 1967 | Franco Bitossi                                                                      | Bernard Guyot                                                                       | Michele Dancelli                                                                    |
| 1968 | Claudio Michelotto                                                                  | Martin Van Den Bossche                                                              | Bruno Mealli                                                                        |
| 1969 | Franco Bitossi                                                                      | Jean-Pierre Monseré                                                                 | Gerben Karstens                                                                     |
| 1970 | Eddy Merckx                                                                         | Costantino Conti                                                                    | Marino Basso                                                                        |
| 1971 | Franco Bitossi                                                                      | Willy De Geest                                                                      | Roger Pingeon                                                                       |
| 1972 | Mauro Simonetti                                                                     | Claudio Michelotto                                                                  | Tomas Pettersson                                                                    |
| 1973 | Arnaldo Caverzasi                                                                   | Giacinto Santambrogio                                                               | Franco Bitossi                                                                      |
| 1974 | Felice Gimondi                                                                      | Franco Bitossi                                                                      | Roger De Vlaeminck                                                                  |
| 1975 | Roger De Vlaeminck                                                                  | Freddy Maertens                                                                     | Frans Van Looy                                                                      |
| 1976 | Roger De Vlaeminck                                                                  | Frans Verbeeck                                                                      | Francesco Moser                                                                     |
| 1977 | Francesco Moser                                                                     | Gianbattista Baronchelli                                                            | Enrico Paolini                                                                      |
| 1978 | Giuseppe Saronni                                                                    | Pierino Gavazzi                                                                     | Gianbattista Baronchelli                                                            |
| 1979 | Giovanni Battaglin                                                                  | Francesco Moser                                                                     | Alfredo Chinetti                                                                    |
| 1980 | Tommy Prim                                                                          | Wladimiro Panizza                                                                   | Bruno Wolfer                                                                        |
| 1981 | Francesco Moser                                                                     | Gianbattista Baronchelli                                                            | Juan Fernández                                                                      |
| 1982 | Giuseppe Saronni                                                                    | Francesco Moser                                                                     | Pierino Gavazzi                                                                     |
| 1983 | Alfons De Wolf                                                                      | Roberto Ceruti                                                                      | Claudio Savini                                                                      |
| 1984 | Franco Chioccioli                                                                   | Serge Demierre                                                                      | Claudio Corti                                                                       |
| 1985 | Acácio da Silva                                                                     | Claudio Corti                                                                       | Urs Zimmermann                                                                      |
| 1986 | Marino Amadori                                                                      | Heinz Imboden                                                                       | Claudio Corti                                                                       |
| 1987 | Bruno Leali                                                                         | Alberto Elli                                                                        | Emanuele Bombini                                                                    |
| 1988 | Gianni Bugno                                                                        | Massimo Ghirotto                                                                    | Francesco Cesarini                                                                  |
| 1989 | Dmitrij Konyšev                                                                     | Rolf Sørensen                                                                       | Emanuele Bombini                                                                    |
| 1990 | Maurizio Fondriest                                                                  | Francesco Cesarini                                                                  | Maurizio Vandelli                                                                   |
| 1991 | Davide Cassani                                                                      | Charly Mottet                                                                       | Roberto Gusmeroli                                                                   |
| 1992 | Stefano Colagè                                                                      | Giorgio Furlan                                                                      | Massimo Ghirotto                                                                    |
| 1993 | Davide Cassani                                                                      | Marco Giovannetti                                                                   | Massimo Ghirotto                                                                    |
| 1994 | Oscar Pellicioli                                                                    | Giorgio Furlan                                                                      | Massimo Ghirotto                                                                    |
| 1995 | Gianni Bugno                                                                        | Stefano Della Santa                                                                 | Francesco Casagrande                                                                |
| 1996 | Filippo Casagrande                                                                  | Alberto Elli                                                                        | Pëtr Ugrjumov                                                                       |
| 1997 | Massimo Apollonio                                                                   | Biagio Conte                                                                        | Giovanni Lombardi                                                                   |
| 1998 | Andrea Tafi                                                                         | Mirko Celestino                                                                     | Emanuele Lupi                                                                       |
| 1999 | Massimo Donati                                                                      | Alberto Elli                                                                        | Francesco Casagrande                                                                |
| 2000 | Jan Ullrich                                                                         | Denis Lunghi                                                                        | Filippo Simeoni                                                                     |
| 2001 | Francesco Casagrande                                                                | Jan Ullrich                                                                         | Gianluca Tonetti                                                                    |
| 2002 | Laurent Jalabert                                                                    | Gianni Faresin                                                                      | Massimo Giunti                                                                      |
| 2003 | Francesco Casagrande                                                                | Cristian Moreni                                                                     | Oscar Mason                                                                         |
| 2004 | Leonardo Bertagnolli                                                                | Dario Frigo                                                                         | Gonzalo Bayarri                                                                     |
| 2005 | Paolo Valoti                                                                        | Leonardo Giordani                                                                   | Stefano Cavallari                                                                   |
| 2006 | Alessandro Bertolini                                                                | Andrea Tonti                                                                        | Franco Pellizotti                                                                   |
| 2007 | Alessandro Bertolini                                                                | Christian Pfannberger                                                               | Luca Mazzanti                                                                       |
| 2008 | Linus Gerdemann                                                                     | Christian Pfannberger                                                               | Luca Mazzanti                                                                       |
| 2009 | Giovanni Visconti                                                                   | Mauro Santambrogio                                                                  | Francisco Ventoso                                                                   |
| 2010 | Francesco Gavazzi                                                                   | Mauro Santambrogio                                                                  | Luca Paolini                                                                        |
| 2011 | Sacha Modolo                                                                        | Simone Ponzi                                                                        | Oscar Gatto                                                                         |
| 2012 | Emanuele Sella                                                                      | Fortunato Baliani                                                                   | Danilo Di Luca                                                                      |
| 2013 | Filippo Pozzato                                                                     | Simone Ponzi                                                                        | Marco Zamparella                                                                    |
| 2014 | Niccolò Bonifazio                                                                   | Grega Bole                                                                          | Simone Ponzi                                                                        |
| 2015 | Davide Rebellin                                                                     | Vincenzo Nibali                                                                     | Niccolò Bonifazio                                                                   |
| 2016 | Sonny Colbrelli                                                                     | Diego Ulissi                                                                        | Francesco Gavazzi                                                                   |
| 2017 | Michael Albasini                                                                    | Marco Canola                                                                        | Francesco Gavazzi                                                                   |
| 2018 | Gianni Moscon                                                                       | Rein Taaramäe                                                                       | Enrico Gasparotto                                                                   |
| 2019 | Aljaksandr Rabušėnka                                                                | Aleksej Lucenko                                                                     | Nikolaj Čerkasov                                                                    |
| 2020 | annullata a causa della pandemia di COVID-19, sostituita dal Gran Trittico Lombardo | annullata a causa della pandemia di COVID-19, sostituita dal Gran Trittico Lombardo | annullata a causa della pandemia di COVID-19, sostituita dal Gran Trittico Lombardo |
| 2021 | Aleksej Lucenko                                                                     | Matteo Trentin                                                                      | Alessandro Covi                                                                     |
| 2022 | Sjoerd Bax                                                                          | Alejandro Valverde                                                                  | Andrea Piccolo                                                                      |
| 2023 | Davide Formolo                                                                      | Marc Hirschi                                                                        | Victor Lafay                                                                        |
| 2024 | Marc Hirschi                                                                        | Romain Grégoire                                                                     | Paul Lapeira                                                                        |

## Statistiche

### Vittorie per nazione
| Pos. | Nazione                                                                    | Vittorie |
| ---- | -------------------------------------------------------------------------- | -------- |
| 1    | Italia                                                                     | 61       |
| 2    | Belgio                                                                     | 4        |
| 3    | Germania Svizzera                                                          | 2        |
| 5    | Bielorussia Francia Svezia Portogallo Russia Spagna Kazakistan Paesi Bassi | 1        |